# Bob Adams (Zehnkämpfer)
Bob Adams (eigentlich Robert Adams; * 20. Dezember 1924 in Alsask, Saskatchewan; † 23. Februar 2019) war ein kanadischer Zehnkämpfer, Stabhochspringer und Hochspringer.
Beim Zehnkampf der Olympischen Spiele 1952 in Helsinki kam er auf den 19. Platz.
1954 wurde er bei den British Empire and Commonwealth Games in Vancouver Vierter im Stabhochsprung und Zehnter im Hochsprung.
1952 wurde er mit seiner persönlichen Bestleistung von 6636 Punkten Kanadischer Meister im Zehnkampf.